# Nor Artagers
Nor Artagers – wieś w Armenii, w prowincji Armawir. W 2011 roku liczyła 1224 mieszkańców.